# 安卡斯蒂縣

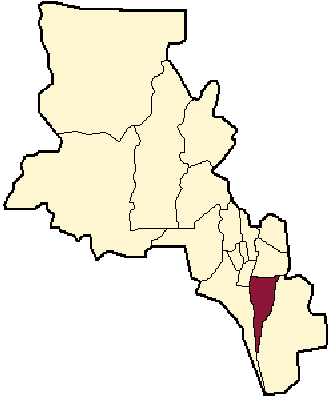

28°48′45″S 65°30′03″W / 28.81250°S 65.50083°W
安卡斯蒂縣（西班牙語：Departamento Ancasti），是阿根廷的縣份，位於該國東北部卡塔馬卡省，首府設於安卡斯蒂，面積2,412平方公里，2010年人口2,917，人口密度每平方公里1.21人。